# Anthony James Leggett
Sir Anthony James Leggett (26 de març, Londres, Anglaterra 1938) és KBE FRS, físic i professor universitari de doble nacionalitat, britànica i nord-americana, guardonat l'any 2003 amb el Premi Nobel de Física per les seves contribucions a la teoria dels superconductors i els superfluids.

## Biografia
Va néixer a la ciutat de Londres. Va iniciar estudis humanístics a la Universitat d'Oxford l'any 1954, orientant-se posteriorment cap a la física amb la realització d'un postgrau. L'any 1982 acceptà el càrrec de professor de física a la Universitat d'Illinois, càrrec que avui dia encara desenvolupa. L'any 2002 aconseguí la nacionalitat nord-americana, sense renunciar però a la seva nacionalitat britànica.
Membre de la Royal Society, l'any 2004 la reina Elisabet II del Regne Unit el nomenà Comandant de l'Imperi Britànic, obtenint així el títol de "sir".

## Recerca científica
Pioner en l'estudi de la superfluïdesa, és el creador de la comprensió teòrica de la superfluïdesa de l'heli líquid. Així mateix fixà la direcció per a la investigació futura de la física quàntica.
Inicià la seva recerca científica observant dos problemàtiques en estudis sobre l'heli líquid, una en els processos d'interacció del fonó en el superfluid 4He i l'altre en les característiques de solucions diluïdes de 4He en el líquid normal 3He, un sistema que desafortunadament va resultar ser experimentalment menys accessible que la inversa del diagrama de fase, solucions de 3He diluïdes en 4He.
L'any 2003 fou guardonat amb el Premi Nobel de Física, premi compartit amb els físics russos Vitaly Ginzburg i Aleksei Alekséievitx Abrikóssov, per la seva contribució pionera a la teoria de la superconductivitat i superfluïdesa.
És també conegut per haver proposat les anomenades desigualtats de Leggett per a descriure correlacions clàssiques de les propietats de partícules entrellaçades.